# Sardoal (freguesia)
A Freguesia de Sardoal, com sede na vila que lhe dá o nome, é uma freguesia portuguesa do Município do Sardoal com 29,93 km² de área e 2151 habitantes (censo de 2021), tendo, por isso, uma densidade populacional de 71,9 hab./km².

## Demografia
A população registada nos censos foi:
| Distribuição da População por Grupos Etários | Distribuição da População por Grupos Etários | Distribuição da População por Grupos Etários | Distribuição da População por Grupos Etários | Distribuição da População por Grupos Etários |
| -------------------------------------------- | -------------------------------------------- | -------------------------------------------- | -------------------------------------------- | -------------------------------------------- |
| Ano                                          | 0-14 Anos                                    | 15-24 Anos                                   | 25-64 Anos                                   | > 65 Anos                                    |
| 2001                                         | 353                                          | 280                                          | 1107                                         | 579                                          |
| 2011                                         | 314                                          | 248                                          | 1240                                         | 602                                          |
| 2021                                         | 193                                          | 209                                          | 1106                                         | 643                                          |

## Património
- Edifício na Rua 5 de Outubro, nº19 a nº23 - Edifício pertencente ao Senhor Valentim.
- Capela de Nossa Senhora da Lapa, incluindo a lapa que lhe fica fronteira.
- Igreja Matriz do Sardoal ou Igreja de São Tiago e de São Mateus, onde se encontram expostas as pinturas atribuídas ao "Mestre do Sardoal", originalmente de estilo gótico alterado ao longo dos anos (um bispo decidiu alterar as colunas do interior porque não gostava do estilo gótico); o altar é de um barroco exuberante, com a típica talha dourada;
- Igreja do Mosteiro de Nossa Senhora da Caridade - onde funciona hoje a Santa Casa da Misericórdia, contém algumas obras de arte popular, painéis de azulejos, uma sacristia em processo de recuperação com um tecto pintado em caixotões e um interessantíssimo oratório de arte Namban.
- Pelourinho do Sardoal
- Casa Grande ou Casa dos Almeidas, edifício do século XVIII
- Igreja da Santa Casa da Misericórdia do Sardoal - cuja entrada é atribuída a Nicolau de Chanterene, um altar mor barroco, também com rica talha dourada e um espólio notável de azulejos a revestir as paredes.

## Personalidades ilustres
- Visconde do Sardoal